# 345-та моторизована дивізія (Третій Рейх)
345-та моторизована дивізія (Третій Рейх) (нім. 345. Infanterie-Division (mot) — моторизована дивізія Вермахту, що входила до складу німецьких сухопутних військ у роки Другої світової війни.

## Історія
345-та моторизована дивізія створена 25 листопада 1942 року у IX-му військовому окрузі на навчальному центрі Вільдфлеккен (нім. Truppenübungsplatz Wildflecken). Перебувала в процесі доукомплектування. Наприкінці лютого 1943 року її підрозділи були передані на формування 29-ї моторизованої дивізії вермахту, що зазнала катастрофічних втрат у Сталінградській битві.

## Райони дій
- Німеччина (листопад — грудень 1942);
- Франція (грудень 1942 — лютий 1943).

## Командування

### Командири
- генерал-лейтенант Карл Беттхер (нім. Karl Böttcher) (25 листопада 1942 — 28 лютого 1943).

### Підпорядкованість
| Час    | Корпус | Армія | Група армій (округ) | Штаб      |
| ------ | ------ | ----- | ------------------- | --------- |
| 1943   |        |       |                     |           |
| січень |        |       | Група армій «D»     | Німеччина |

### Склад
| 1943                                   |
| -------------------------------------- |
| 148-й гренадерський полк               |
| 152-й панцергренадерський полк         |
| 345-й артилерійський полк              |
| 345-й танковий батальйон               |
| 345-й мотоциклетний батальйон          |
| 345-й інженерний батальйон             |
| 345-те дивізійне управління постачання |
| 345-й запасний батальйон               |